# Vinine
Vinine (v srbské cyrilici Винине) jsou vesnice v općině Neum na jihu Bosny a Hercegoviny. Nachází se mimo hlavní silniční tah Neum-Stolac, nicméně v jeho blízkosti.
V roce 1991 měla Brštanica celkem 98 obyvatel, kteří jsou většinou chorvatské národnosti. V sčítání lidu v roce 2013 zde bylo zaznamenáno 49 stálých obyvatel. Nadmořská výška vesnice je 509 m, krajina v jejím okolí je víceméně vyprahlá a nevhodná pro zemědělství.